# پایسییویچ
پایسییویچ (به صربی: Pajsijević) یک منطقهٔ مسکونی در صربستان است که در کنیچ واقع شده‌است.